# 金线楚克拉虫
金线楚克拉虫（学名：Zschokkella sinocylochilusi）为两极科楚克拉虫属的动物。在中国，分布于云南等，营寄生生活，寄生在抚仙金线鲃的胆囊。